# Iglesia de San Pedro (Hontoba)
La iglesia parroquial de San Pedro es un templo católico situado en la plaza mayor de la localidad española de Hontoba, perteneciente a la provincia de Guadalajara, en la comunidad autónoma de Castilla-La Mancha.

## Características

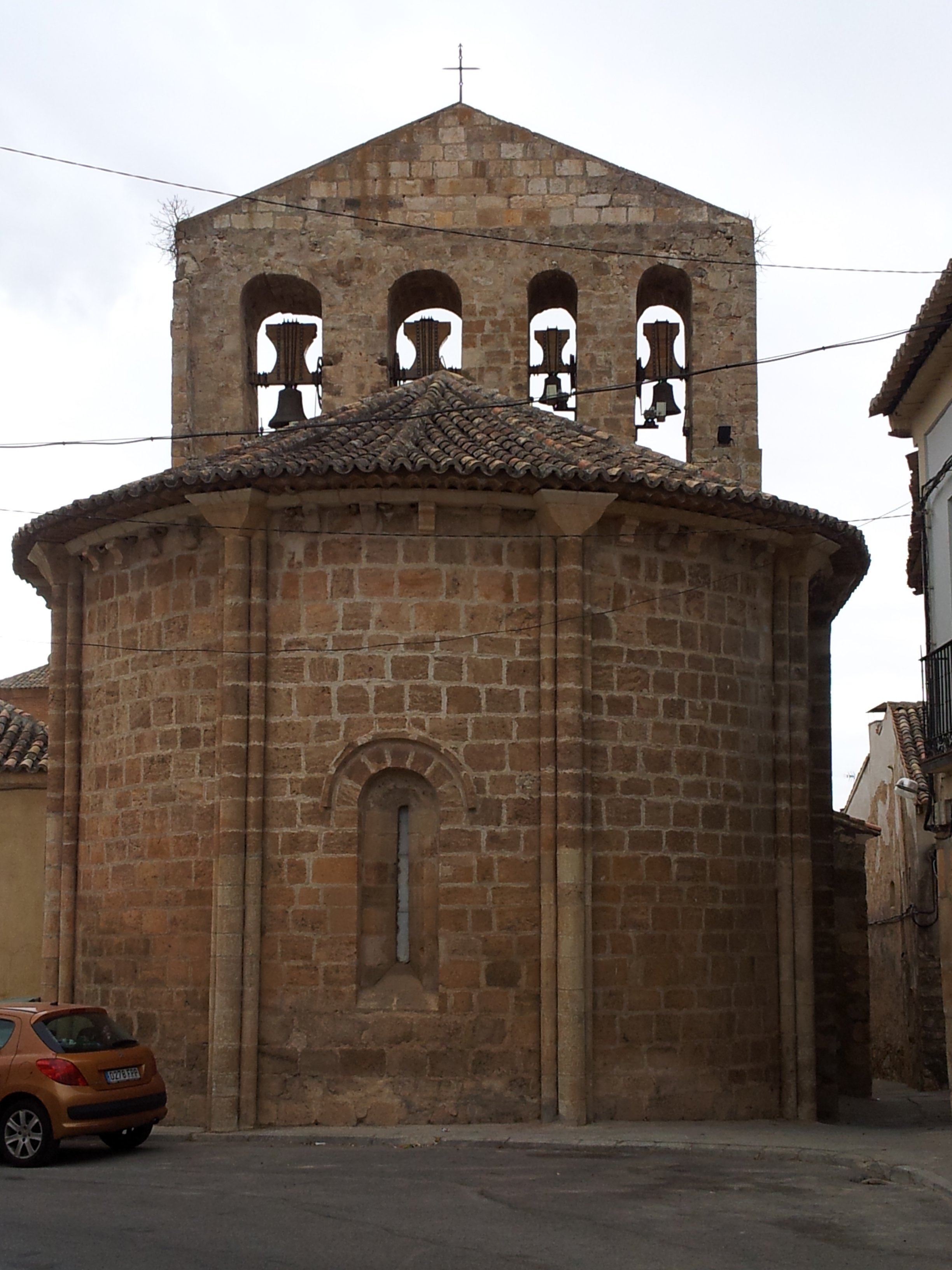
Vista del ábside (en primer plano) y de la espadaña (en segundo plano) de la iglesia

Destaca del templo —de tres naves— su espadaña de 4 vanos de medio punto, similar a la de la iglesia de la Anunciación de Pinilla de Jadraque. La cabecera del ábside es representativa de un estilo de transición entre el románico y gótico. A pesar de que conserva elementos románicos datados a partir de finales del siglo XII (las citadas espadaña y cabecera), sufrió una importante remodelación en el siglo XV que configuró el resto de elementos arquitectónicos de la iglesia. Una de las naves laterales cuenta con una capilla barroca en su interior.
La iglesia parroquial fue declarada bien de interés cultural con la categoría de monumento el 31 de agosto de 1990.